# 홍콩 금융관리국
홍콩 금융관리국(영어: Hong Kong Monetary Authority, HKMA, 중국어: 香港金融管理局, 金管局)은 홍콩의 통화위원회이자 사실상의 중앙은행이다. 1993년 4월 1일 외환기금 관리국, 금융정책 담당부서와 은행 감리국, 은행감독 담당부서가 병합되어 창설된 정부 기관이다. 금융관리국은 재무장관에게 직접보고를 한다. 현 금융관리국 총재는 찬닥람이다.

## 역할과 정책
금융관리국은 원래 1935년 통화조례 (지금의 이름은 외환기금조례)으로 설립 및 합병됐다. 이 외환기금조례법에 의거한 금융관리국의 일차적 기능은 홍콩 통화와 은행 체계의 안정성을 보장하는 것이다. 또 금융제도의 효율성, 신속성, 개발성을 보장할 책임도 있다.
홍콩 금융관리국은 홍콩의 지폐를 발행하되 그 종류는 10홍콩달러에 한하고 있다. 그밖의 지폐 발행을 담당하는 역할은 홍콩 내 지폐 발행 은행에게 부여되며 홍콩 상하이 은행, 스탠다드 차타드 은행, 중국은행이 여기에 해당된다.
또 금융관리국이 감독하는 홍콩의 공식 은행자본금과 은행 체계는 연계환율제도의 중요 기반이 된다.
금융관리국은 두 가지 방면의 자금 유동성을 활성화하는 환매 약정에 관여하기 위해 1995년부터 말레이시아, 태국, 인도네시아, 오스트레일리아 중앙은행과 함께 안정 협약에 서명국으로 참여하고 있다.

## 인프라
1990년에 창설된 중앙자본시장 (Central Moneymarkets Unit, CMU)는 외환기금자본의 전산화 결제와 교환처를 제공하고 있다. 1993년 말에는 그밖의 홍콩 달러화로 된 채무증권으로 서비스를 확대했다. 이런 기존의 CMU와 새롭게 출범한 실시간 총액결제 (RTGS) 시스템 사이에 수월한 인터페이스로 한꺼번에 운영되고 있다. 이를 통해 일일 종료시 DVP (증권 인도와 동시에 대금 지급) 서비스가 가능하다.

## 위치

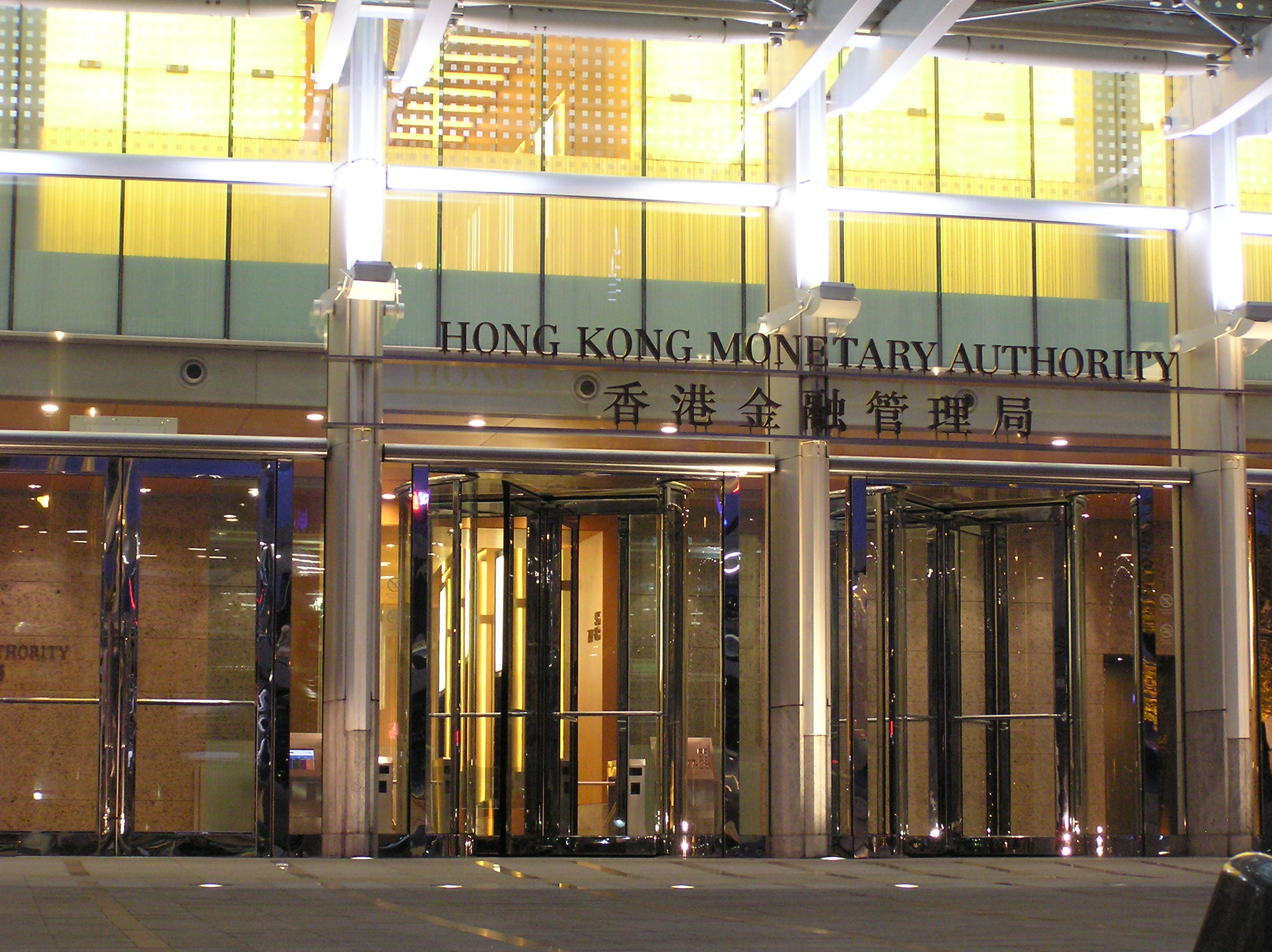
홍콩 금융관리국 청사 입구

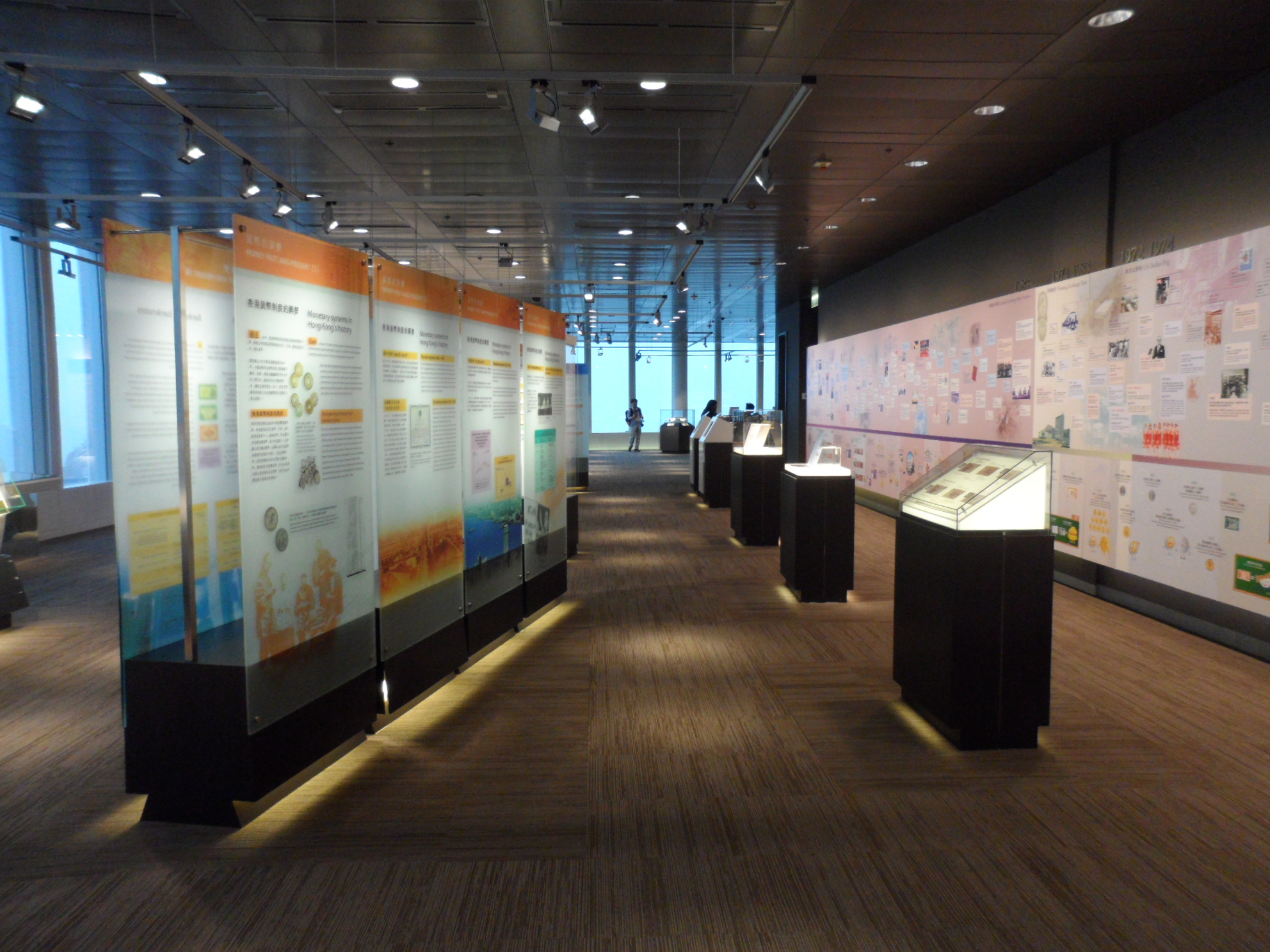
홍콩 금융관리국 안내센터

홍콩 금융관리국 본부는 국제금융센터에 있다. 타워 2동의 14층에 자리해 있다. 55층, 56층, 77층부터 88층까지는 금융관리국이 2001년 4억 8000만 달러를 주고 사들였다. 지금은 홍콩의 화폐사를 전시하고 있는 전시 구역과 홍콩 금융관리국 안내센터의 도서관이 55층에 있다. 타워 88층에는 홍콩 금융관리국 총재의 사무소가 위치해 있으며 개인 엘리베이터로만 접근이 가능하다.

## 총재
| 대 | 이름 (생몰년도) | 사진 | 임기            | 임기            | 임기       |
| 대 | 이름 (생몰년도) | 사진 | 취임            | 퇴임            | 기간       |
| -- | --------------- | ---- | --------------- | --------------- | ---------- |
| 1  | 얌지웡 (1946-)  |      | 1993년 4월 1일  | 2009년 10월 1일 | 16년 183일 |
| 2  | 찬닥람 (1954–)  |      | 2009년 10월 1일 | 현직            | 7년        |

## 그 외
홍콩 금융관리국은 1997년 세계은행과 IMF 총회를 유치하고 4억 8500만 홍콩달러의 예산을 들였다. 얌지웡 당시 금융관리국 총재는 총회 유치가 홍콩의 지위를 국제 금융 중심지로 굳히는 것이라고 밝혔다. 그는 "전세계의 금융 장관, 중앙 은행 총재, 최상위 상업 은행장이 홍콩에 모이고 얼마 지나지 않아 주권 변동 (홍콩 반환)으로 홍콩의 국제적, 국내적 신뢰를 높일 것"이라고 말했다.

## 같이 보기
- 홍콩의 경제
- 홍콩 달러 지폐
- 홍콩인초